# 이매초등학교
이매초등학교(二梅初等學校)는 대한민국 경기도 성남시 분당구 이매동에 있는 공립 초등학교이다.

## 연혁
- 1993년 1월 11일 : 이매국민학교 설립 인가
- 1993년 5월 1일 : 개교
- 1994년 2월 15일 : 제1회 졸업식(186명)
- 1996년 3월 1일 : 이매초등학교로 개명
- 1997년 7월 14일 : 급식소 준공
- 2003년 10월 1일 : 5층 9개 교실 증축
- 2005년 12월 9일 : 도서실 리모델링 개관
- 2006년 9월 26일 : 스탠드 준공
- 2009년 1월 16일 : 급식소 증개축
- 2010년 1월 27일 : 화장실 리모델링
- 2010년 9월 1일 : 제 5대 김모니카 교장 부임
- 2011년 4월 11일 : 사교육절감형 창의경영학교 선정
- 2012년 3월 1일 : 28학급 편성, 사교육절감형창의경영학교 2차년도 운영(교육과학기술부 지정), 미술교과특성화학교 운영(경기도교육청선정)
- 2013년 2월 15일 : 제20회 졸업식 204명, 총 4463명
- 2013년 3월 1일 : 미술교과특성화학교 운영(경기도교육청선정), 창의지성학년 선정(1학년), 사교육절감형창의경영학교 3차년도 운영
- 2014년 2월 14일 : 제 21회 졸업식(졸업생 177명)
- 2014년 3월 1일 : 30학급 편성, 성남 교육 모델학교 운영, 혁신학교 준비교 선정, NTTP배움과실천공동체연수원학교 선정, 영재학급 운영, 우수 스포츠클럽 학교 운영, 토요스포츠데이 학교 운영
- 2015년 2월 13일 : 제22회 졸업식(졸업생 164명)
- 2015년 3월 1일 : 혁신학교 선정(2015년 3월 1일~2019년 2월 28일), 성남형 교육학교 운영
- 2015년 9월 1일 : 제6대 이창송 교장 부임
- 2019년 6월3일 : 제7대 최순옥 교장부임